# Uiraúna (kommun)
Uiraúna är en kommun i Brasilien.   Den ligger i delstaten Paraíba, i den östra delen av landet, 1 500 km nordost om huvudstaden Brasília. Antalet invånare är 14 584.
Följande samhällen finns i Uiraúna:
- Uiraúna

Omgivningarna runt Uiraúna är huvudsakligen savann. Runt Uiraúna är det ganska glesbefolkat, med 43 invånare per kvadratkilometer.